# 黃克林
黃添林，（1947年2月7日—），藝名黃克林，生於臺灣臺北市大直，台語流行音樂歌手，由主持廣播節目《克林俱樂部》出身，而跨足傳播、製藥、休閒渡假農場、宗教等領域。以一曲《倒退嚕》竄起於台灣歌壇。

## 生平
黃克林退伍後，結識新竹地方電台節目主持人陳秋河，而走入廣播界。主持《克林俱樂部》，在節目中推銷藥品、化妝品，而逐步拓展主持範圍，由台聲廣播電台而至民本廣播電台、中華廣播電台、正聲廣播公司等，並進而開設藥廠。後受黃俊雄之邀，為布袋戲《六合三俠傳》錄製歌曲《煙斗伯走吊橋》，開始正式演唱歌曲。而後演唱台灣電視公司連續劇《阿匹婆探親》及《阿匹婆上學》主題曲，因而與阿匹婆熟識，成為阿匹婆義子。
1990年，歌手林強出版台語專輯《向前走》，黃克林認為台語歌開始有了不同的走向，於是錄製了《倒退嚕》，採用了台灣民俗裡收驚、牽亡歌等宗教歌謠的元素，引起廣大流行。其後所錄製的歌曲，多帶有勸世歌的味道。1992年以〈少年仔甭捉狂〉入圍金曲獎最佳作詞人獎。
1997年，黃克林客串中國電視公司八點檔連續劇《天公疼好人》。
2000年代，黃克林跨海至中國大陸經商，擔任福建克林文化傳播有限公司董事長、北京寶樹堂集團福建分公司總監、泉州人民廣播電台刺桐之聲主持人。
2009年，黃克林組織孝道黨並擔任黨主席。黃克林皈依觀音菩薩，2016年他透露，孝道黨原定黨名為「觀音孝道黨」，但中華民國內政部指民間信仰不能寫入黨名，黨名只好定為「孝道黨」。黃克林親手設計孝道黨黨徽「孩子背著媽媽出去玩」，親手寫孝道黨創黨宗旨「孝子皆聖賢，逆子落無間，忠孝安心門，積德蔭子孫」。2012年，黃克林擔任健保免費連線顧問團團長。